# Sandra Greaves
Sandra Greaves (ur. 17 czerwca 1963 w Saint Boniface) – kanadyjska judoczka. Dwukrotna olimpijka. Zajęła dziewiąte miejsce w Barcelonie 1992 i siódme w nieoficjalnych zawodach w Seulu 1988. Walczyła w wadze średniej.
Uczestniczka mistrzostw świata w 1986, 1987 i 1989. Złota medalistka igrzysk panamerykańskich w 1987. Zdobyła trzy medale na mistrzostwach panamerykańskich w latach 1984 - 1988. Druga na igrzyskach frankofońskich w 1989. Dziesięciokrotna medalistka mistrzostw Kanady w latach 1981-1992.

## Letnie Igrzyska Olimpijskie 1988
| Konkurencja | Rundy eliminacyjne          | Klas. końcowa |
| Konkurencja | Przeciwnik I                | Miejsce       |
| ----------- | --------------------------- | ------------- |
| 66 kg       | Alexandra Schreiber (FRG) P | 7.            |

## Letnie Igrzyska Olimpijskie 1992
| Konkurencja | Eliminacje             | Eliminacje                  | Repasaże               | Klas. końcowa |
| Konkurencja | Przeciwnik I           | Przeciwnik II               | Przeciwnik I           | Miejsce       |
| ----------- | ---------------------- | --------------------------- | ---------------------- | ------------- |
| 66 kg       | Ryōko Fujimoto (JPN) Z | Alexandra Schreiber (GER) P | Laura Martinel (ARG) P | 9.            |